# میکاوا ۳۱۶۵
سیارک ۳۱۶۵ (به انگلیسی: 3165 Mikawa، نامگذاری:1984QE) سه هزار و صد و شصت و پنجمین سیارک کشف شده‌است که در ۳۱ اوت ۱۹۸۴ کشف شد.
قدر مطلق سیارک برابر ۱۲٫۸۰ است.